# 普卢苏克岛

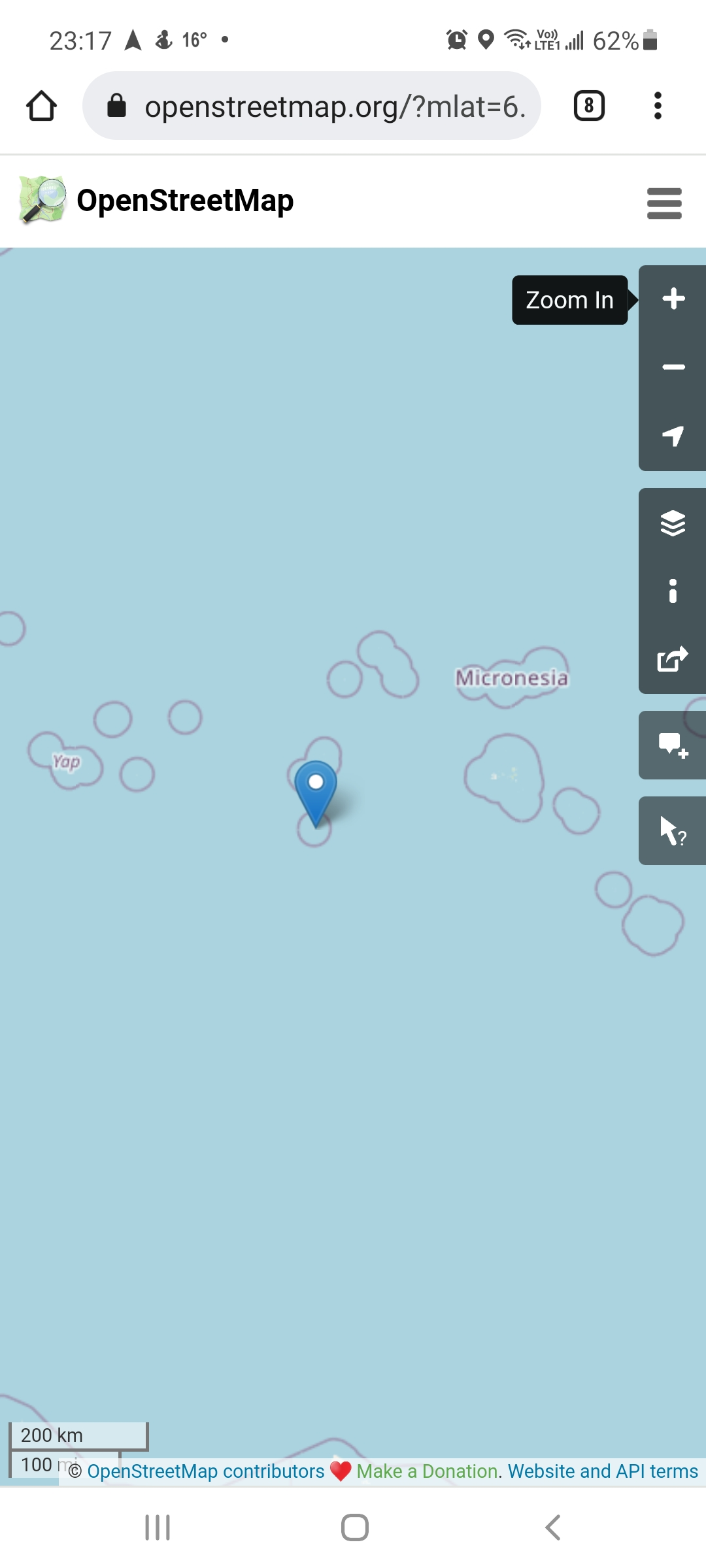
普卢苏克岛地圖。圖最左面的是雅蒲島，距本島約100公里。

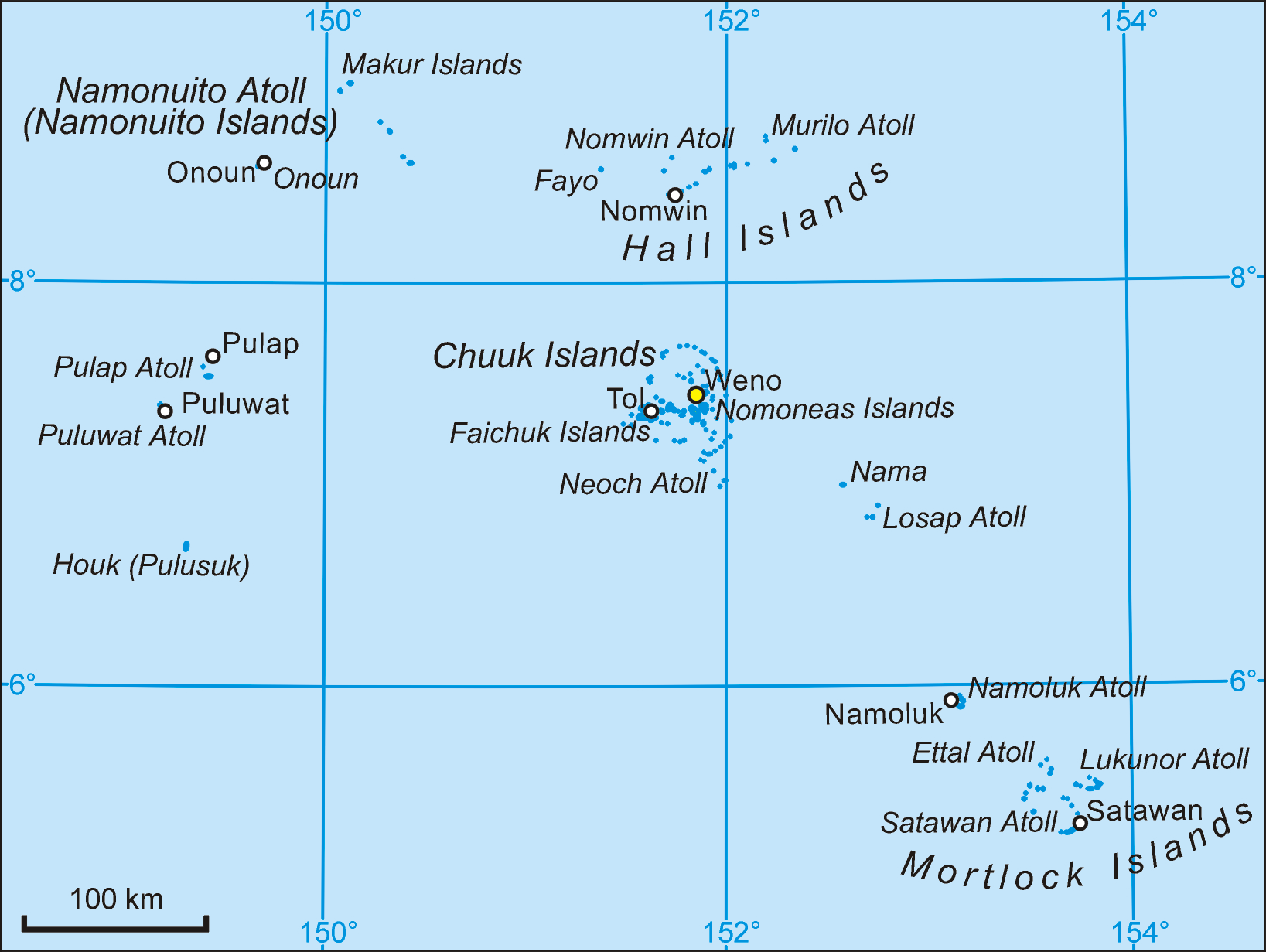
楚克州地圖。普卢苏克岛位於地圖最左面中間位置。

普卢苏克岛（英語：Pulusuk Island），又名豪克島（英語：Houk Island），是西太平洋島國密克羅尼西亞聯邦丘克州的珊瑚島，屬於加羅林群島的一部分，位於普盧瓦特環礁以南73公里，長3公里、寬1.2公里，面積2.8平方公里，2000年人口451。
6°41′23″N 149°18′08″E / 6.6898°N 149.3021°E